# Reinhard Mey
Reinhard Friedrich Michael Mey (sinh ngày 21 tháng 12 năm 1942) là một ca sĩ tự viết nhạc tự hát người Đức. Ở Pháp ông được biết tới với tên là Frédérik Mey.
Cho tới năm 2009 Mey đã cho phát hành 27 dĩa nhạc, trung bình cứ 2 năm một lần; dĩa đầu tiên là Ich wollte wie Orpheus singen (1967); dĩa gần đây nhất Dann mach's gut (2013). Lần thành công nhất là Mein Achtel Lorbeerblatt (1972). Bản nhạc nổi tiếng nhất của ông ta "Über den Wolken" (1974), cũng đã được rất nhiều ca sĩ khác trình bày. 

## Sách báo
- Reinhard Mey, Bernd Schroeder: Was ich noch zu sagen hätte. 1. Auflage, Kiepenheuer & Witsch, Köln 2005, ISBN 3-462-03622-X.
- Marc Sygalski: Das „politische Lied" in der Bundesrepublik Deutschland zwischen 1964 und 1989 am Beispiel von Franz Josef Degenhardt, Hannes Wader und Reinhard Mey. Magisterarbeit, Erschienen im Seminar für Deutsche Philologie, Göttingen 2011, Das „politische Lied", kostenfreier Download (PDF; 1,0 MB)

## Phim
- Deutschland, deine Künstler – Reinhard Mey. Dokumentation von Dagmar Wittmers. Ausstrahlung 16. Juli 2008 in der ARD